# Скерневишки окръг
Скерневишки окръг (на полски: Powiat skierniewicki) е окръг в Централна Полша, Лодзко войводство. Заема площ от 753,57 км2. Административен център е град Скерневице, който не е част от окръга.

## География
Окръгът се намира в историческата област Мазовия. Разположен е в североизточната част на войводството.

## Население
Населението на окръга е 38 224 души (2017 г.). Гъстотата е 51 души/км2.

## Административно деление
Административно окръгът е разделен на 9 общини.
Селски общини:
- Община Болимов
- Община Глухов
- Община Годжянов
- Община Ковеси
- Община Липце Реймонтовске
- Община Маков
- Община Нови Кавенчин
- Община Скерневице
- Община Слупя

## Фотогалерия
- Болимов
- Нови Кавенчин